# Mustiner See
Der Mustiner See liegt im  Norden der Sternberger Seenlandschaft im Landkreis Ludwigslust-Parchim, Mecklenburg-Vorpommern, direkt nördlich des gleichnamigen Ortes Mustin. Das wenig gegliederte, zweigeteilte und langgestreckte Gewässer hat im Nordbecken eine maximale Länge von 800 Metern und eine maximale Breite von 180 Metern. Beide Becken sind durch ein überbrücktes Fließ miteinander verbunden. Das Südbecken ist etwa 620 Meter lang und im Südteil 280 Meter und im Nordteil 220 Meter breit. Im südlichen Teil befindet sich beim Ort Mustin eine ausgeprägte Bucht. Das Südbecken ist mit etwa 103,5 Hektar nur wenig größer als das 97 Hektar große Nordbecken. Der See entwässert teils verrohrt aus dem Nordbecken zur Mildenitz. Im Süden existiert eine Verbindung zum Höltensee. Der See ist der zentrale Teil einer durch das Gemeindegebiet von Nord nach Süd gehenden Seenkette.
Unweit nördlich des Gewässers befindet sich der Ruchower See.